# Cornaceae
Famille
Synonymes
- Alangiaceae DC., nom. cons.[1]

La famille des Cornaceae (Cornacées) regroupe des plantes dicotylédones. Ce sont des arbres ou des arbustes ainsi que quelques plantes herbacées, des régions tempérées, subtropicales et des montagnes tropicales. C'est la famille du cornouiller mâle (Cornus mas) aux baies rouges ovalo-cylindriques comestibles.

## Étymologie
Le nom vient du genre type Cornus, qui selon Fournier est « l’ancien nom latin de ces arbustes ; sans rapport avec cornu, corne, mais plutôt avec cerasus, cerisier ».

## Classification
En classification phylogénétique APG (1998) comme en classification classique de Cronquist (1981), la famille des Cornaceae est assignée à l'ordre des Cornales.
Les contours de cette famille sont encore discutés :
En classification phylogénétique APG III (2009) cette famille n'est pas différenciée et les genres composant la famille des Nyssaceae (Camptotheca, Davidia, Diplopanax, Mastixia et Nyssa) sont incorporés dans la famille des Cornacées.
Par contre, en classification phylogénétique APG IV (2016), les Nyssacées sont séparés des Cornaceae,

Cornouiller sanguin (Cornus sanguinea)

## Liste des genres et sous-familles
Note : † = genres éteints (fossiles).
Selon  BioLib (14 avril 2019) :
- sous-famille Cornoideae Endlicher
  - genre Alangium Lam.
  - genre Chamaepericlymenum (pt) Graebn.
  - genre Cornus L.
  - genre Dendrobenthamia Hutch.
- sous-famille Nyssoideae Arnott
  - genre Camptotheca (pt) Decne.
  - genre Davidia (pt) Baill.
  - genre Diplopanax (pt) Hand.-Mazz.
  - genre Eomastixia Chandler †
  - genre Mastixia (pt) Blume
  - genre Nyssa Gronov. ex L.
  - genre Retinomastixia Kirchheimer †
  - genre Tectocarya Kirchheimer †

Selon GRIN (14 avril 2019) :
- genre Alangium
- genre Cornus

Selon World Checklist of Selected Plant Families (WCSP) (14 avril 2019) :
- genre Alangium Lam. (1783)
- genre Cornus L. (1753)
- genre Kaliphora (en) Hook.f. (1867)

Selon NCBI (14 avril 2019) :
- genre Alangium Lam., 1783
- genre Cornus L., 1753
- genre Swida (en) Opiz